# Gare d'Oudon
La gare d'Oudon est une gare ferroviaire française de la ligne de Tours à Saint-Nazaire, située sur le territoire de la commune d'Oudon, dans le département de la Loire-Atlantique, en région Pays de la Loire.
C'est aujourd'hui une halte voyageurs de la Société nationale des chemins de fer français (SNCF), desservie par des trains express régionaux TER Pays de la Loire.

## Situation ferroviaire
Établie à 11 mètres d'altitude, la gare d'Oudon est située au point kilométrique (PK) 408,451 de la ligne de Tours à Saint-Nazaire, entre les gares ouvertes d'Ancenis et du Cellier. Elle est séparée de cette dernière par la gare aujourd'hui fermée de Clermont-sur-Loire.

## Service des voyageurs

### Accueil
Halte SNCF, c'est un point d'arrêt non géré (PANG) à accès libre.

### Desserte
Oudon est desservie par des trains TER Pays de la Loire omnibus circulant entre Nantes et Ancenis du lundi au vendredi et entre Nantes et Angers-Saint-Laud les samedis et dimanches.

### Intermodalité
Un parking pour les véhicules est aménagé.

## Patrimoine ferroviaire
Le bâtiment voyageurs d'origine, toujours présent sur le site, est identique à celui de la gare de Varades - Saint-Florent-le-Vieil.